# مشكلة شخص آخر

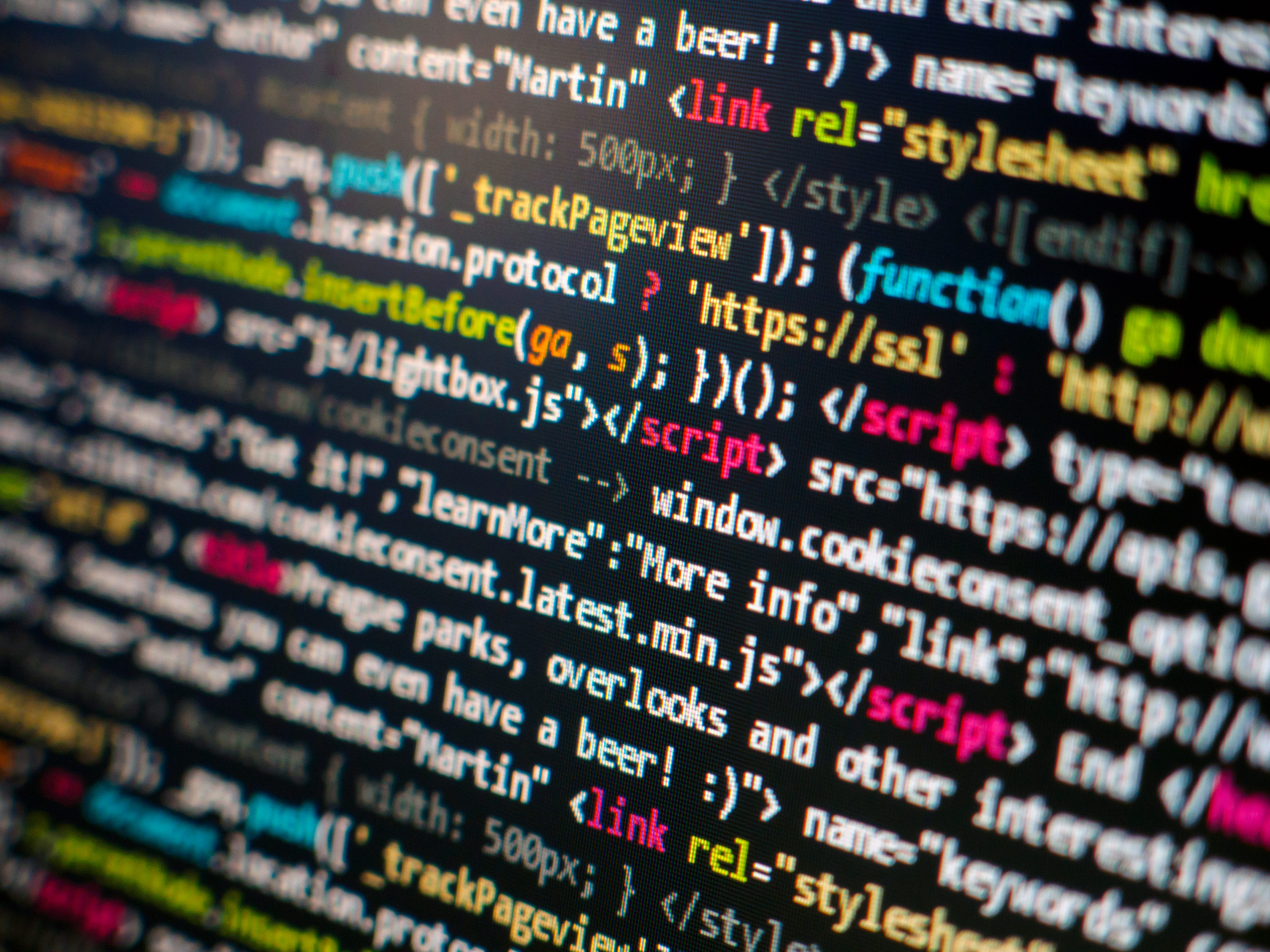
يستخدم المبرمجون المحترفون أيضاً مصطلح «مشكلة شخص آخر» في مرحلة معينة في البرمجة؛ أي يحوّلون المشكلة إلى مسؤولية شخص آخر.

تشير عبارة «مشكلة شخص آخر» (بالإنجليزية: Somebody else's problem)‏ إلى مسؤلية يرفضها الشخص على أساس أن شخص آخر هو المسؤول عنها، أو أنها «خارج نطاق المشروع» في سياق معين.

## أمثلة
استخدمت مجلة إيكيستيكس (التخطيط العمراني والمسكن الجديد) في عددها الصادر عام 1976 عبارة «مبدأ مشكلة شخص آخر» في سياق التقصير الإداري في الإسكان المنخفض التكلفة، ووصفتها بأنها شيء يمنع التقدم. عندما توزع المسؤولية لحل مشكلة معقدة على العديد من الإدارات الحكومية، فإن حتى تلك الجهات التي ترغب في معالجة المسألة، ولا يمكنها القيام بذلك.
في عام 1997، كتب آلان إف. بلاكويل في سياق فريق يعمل على مشروع برمجة حاسوبية «يمكن تأجيل العديد من الأهداف الفرعية إلى درجة يسميها المبرمجون المحترفون 'مشكلة شخص آخر' (S.E.P)، أي مشكلة تحوّل إلى مسؤولية شخص آخر».

## حقل «مشكلة شخص آخر» لدوغلاس آدمز
تقدّم رواية دوغلاس آدمز عام 1982 الحياة والكون وكل شيء (في دليل المسافر إلى المجرة ضمن سلسلة الخيال العلمي الكوميدي) فكرة «حقل 'مشكلة شخص آخر' SEP» بوصفها نوعاً من أجهزة الإخفاء. تقول شخصية الرواية فورد بريفكت:
ما تعنيه عبارة «مشكلة شخص آخر» هو شيء لا يمكننا رؤيته، أو لا نراه، أو لا يسمح لنا دماغنا برؤيته، لأننا نعتقد أنه مسؤولية شخص آخر. هذا هو معنى «مشكلة شخص آخر». يقوم الدماغ بتحريرها وتصفيتها، مثل نقطة عمياء، حيث لا ينتبه إليها الإنسان ببساطة.
ثم يتابع شارحاً السرد:
يتوقف حقل «مشكلة شخص آخر» على الميول الطبيعية للأشخاص في عدم رؤية أي شيء لا يريدون رؤيته، أو لا يتوقعونه، أو لا يستطيعون تفسيره. إذا قام إفرافاكس برسم الجبل باللون الوردي وأقام حقل «مشكلة شخص آخر» بسيط ورخيص عليه، فلن يلاحظ الناس وجود الجبل، حتى لو مشوا من حوله أو فوقه، لأنهم ببساطة لن يلاحظوا وجوده.
استشهد بوصف آدمز لحقل «مشكلة شخص آخر» في مقال حول «العدمية النفسية»، حيث يقارن هذا الحقل بتأثيرات خيالية أخرى مثل «مرشح الإدراك» في مسلسل دكتور هو، بالإضافة إلى تحيزات إدراكية مثل العمى غير المقصود [الإنجليزية] وعمى عدم الانتباه.

## مقالات ذات صلة
- مفارقة أبيلين
- تمرير المسؤولية (علاقات دولية)
- تأثير المتفرج
- العوامل الخارجية
- ليس في عقر داري
- سلوك القطيع
- آلان إف. بلاكويل